# بخش ویل
بخش ویل یکی از بخشهای کانتون سنت گالن  در کشور سوئیس است.